# Emelie

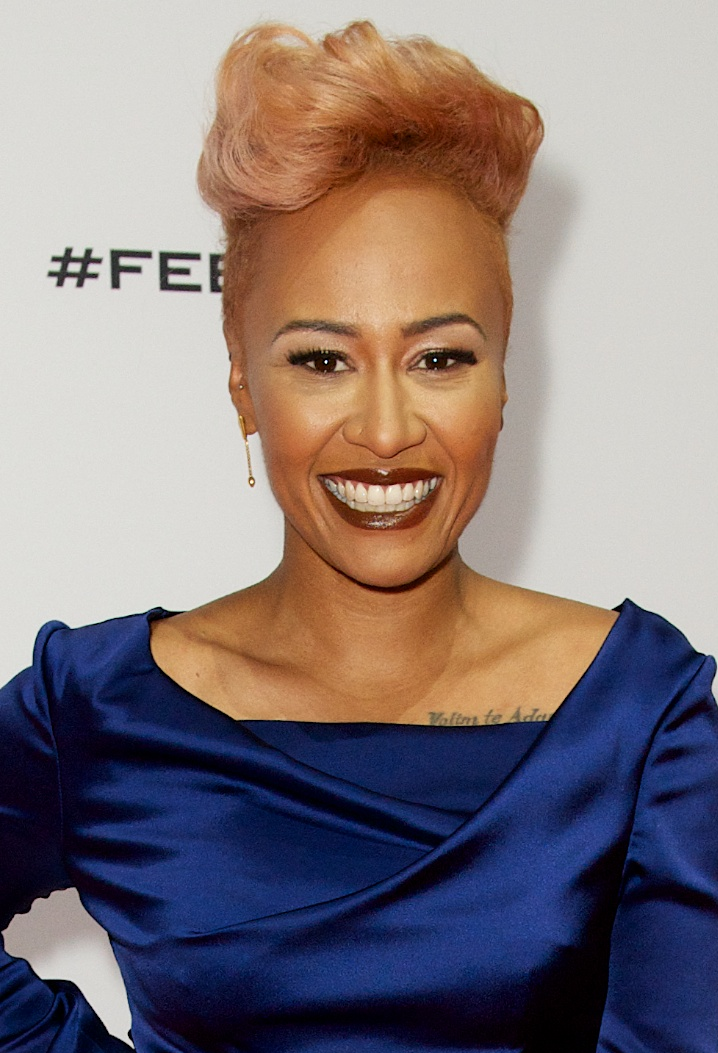
Emeli Sandé

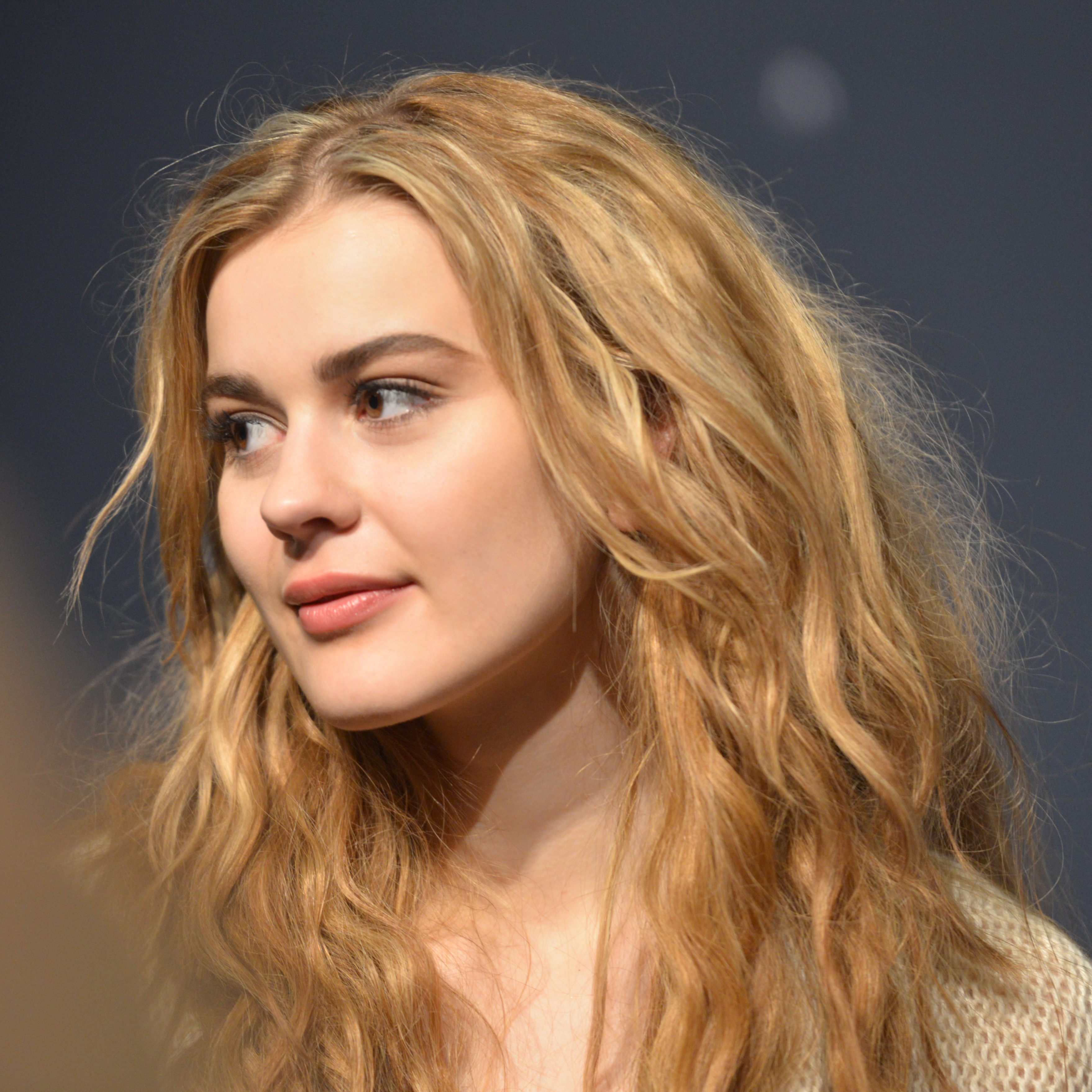
Emmelie de Forest

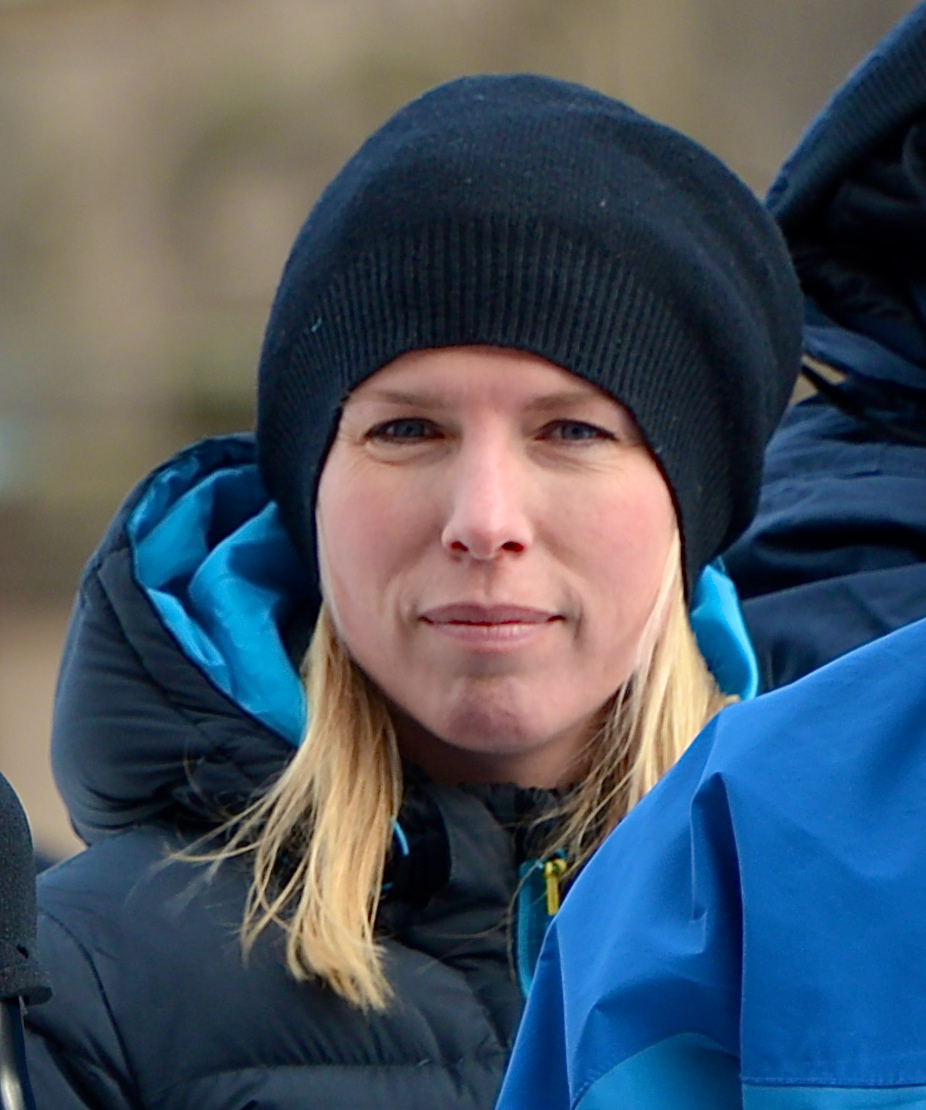
Emelie Öhrstig

Emelie är en fransk form av Amalia som i sin tur är en latinsk form av gotiska namn som börjar på Amal. Amal betyder 'verksam'. Det äldsta belägget i Sverige är från år 1795. Namnet har många alternativa stavningar, till exempel Emeli, Emmelie, Emilie och Emmeli
Namnet ökade kraftigt i popularitet under 1980-talet och 1990-talet efter att ha varit mycket ovanligt före 1970-talet, men har använts sedan slutet av 1700-talet.[källa behövs]
Den 31 december 2014 fanns det totalt 30 375 kvinnor folkbokförda i Sverige med namnet Emelie, Emeli, Emmelie eller Emmeli, varav 23 499 bar det som tilltalsnamn.
Emelie hade före år 2001 namnsdag i Sverige den 23 januari, men namnet togs bort från almanackan för att ge plats åt andra namnsdagar. I den finlandssvenska namnsdagslängden har Emelie namnsdag 19 maj sedan 2005. Sedan 2025 finns också parallellformen Emilie i den finlandssvenska namnsdagskalendern.

## Personer med namnet Emelie
- Emelie Berggren, svensk ishockeyspelare
- Emmelie de Forest, dansk sångerska
- Emelie Frösslind, svensk skådespelare
- Emelie Holmberg, svensk musiker
- Emelie Lagergren, svensk skådespelare
- Emelie Linderberg (tidigare Emelie Färdigh), svensk friidrottare
- Emelie Lindström, svensk innebandyspelare
- Emelie O'Konor, svensk ishockeyspelare
- Emelie Rosenqvist, svensk skådespelare och radioproducent
- Emeli Sandé, brittisk sångerska
- Emelie Wallgren, svensk dokumentärfilmare och regissör
- Emelie Wikström, svensk alpin skidåkare
- Emelie Öhrstig, svensk längdåkare
- Emelie Ölander, svensk fotbollsspelare